# Fyter Fest 2019
Fyter Fest 2019 è stato un evento di wrestling prodotto da All Elite Wrestling ed è stato l'inaugurale Fyter Fest, in co-sponsorizzazione con Community Effort Orlando. L'evento si è svolto sabato 29 giugno 2019 all'Ocean Center di Daytona Beach, insieme al evento del gioco Picchiaduro di CEO di quell'anno. Il nome, lo slogan e il logo dell'evento parodiavano il fraudolento Fyre Festival. L'evento è andato in onda gratuitamente sul servizio di streaming B/R Live in Nord America ed era disponibile tramite pay-per-view a livello internazionale. Era la seconda edizione dell'evento di wrestling professionale del CEO all'Ocean Center, dopo il CEOxNJPW: When Worlds Collide dell'anno precedente, che era in co-sponsorizzazione con New Japan Pro-Wrestling.
La card comprendeva nove partite, di cui tre nel pre-spettacolo Buy In. Nell'evento principale, Jon Moxley ha sconfitto Joey Janela in un Unsanctioned match. In altri incontri importanti, The Elite (Kenny Omega, e gli Young Bucks) ha sconfitto i Lucha Brothers e Laredo Kid in un 6-men tag team match, e Cody contro Darby Allin si è conclusa con un pareggio per limite di tempo.

## Produzione

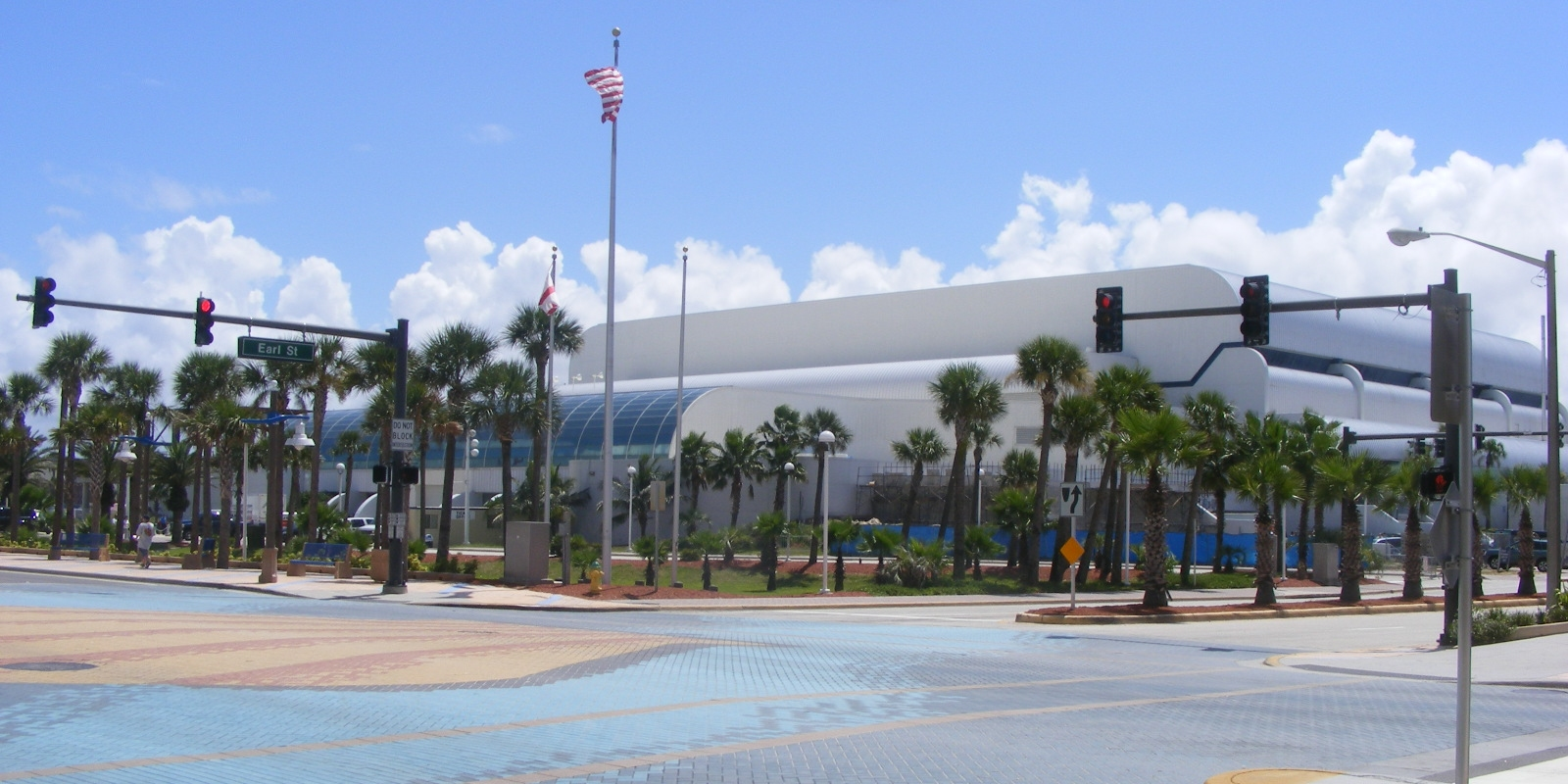
L'inaugurale Fyter Fest si è tenuto all'Ocean Center a Daytona Beach, Florida.

### Retroscena
Nel giugno 2018, Community Effort Orlando ha collaborato con New Japan Pro-Wrestling per produrre il primo evento di wrestling del CEO chiamato CEOxNJPW: When Worlds Collide. Lo spettacolo ha avuto luogo come parte dell'evento del fighting game di CEO. Per l'evento del 2019, il CEO ha collaborato con la promozione americana All Elite Wrestling, fondata all'inizio di quell'anno a gennaio. Questa partnership è arrivata tramite il vicepresidente esecutivo e wrestler della AEW Kenny Omega, un ex importante wrestler della NJPW responsabile dell'organizzazione dell'evento del 2018. Attraverso questa partnership, la AEW ha prodotto un secondo spettacolo di wrestling per il CEO chiamato Fyter Fest. Il nome, il logo e lo slogan dell'evento parodiavano il fraudolento Fyre Festival.
Dopo l'evento inaugurale della AEW Double or Nothing di maggio, il Fyter Fest è stato programmato come il secondo evento in assoluto della compagnia, che si è svolto sabato 29 giugno 2019 all'Ocean Center a Daytona Beach (Florida), la stessa sede dell'evento CEOxNJPW dell'anno precedente. Il 10 giugno è stato annunciato che il Fyter Fest sarebbe andato in onda gratuitamente negli Stati Uniti su B/R Live in servizio streaming e sarebbe stato disponibile su pay-per-view a livello internazionale.

### Storyline
Il Fyter Fest comprendeva nove Match di wrestling, di cui tre nel pre-spettacolo, che coinvolgevano diversi lottatori provenienti da faide sceneggiate preesistenti e trame. Le trame sono state prodotte nella serie YouTube dei Young Bucks Being The Elite e nella serie YouTube di Cody's Nightmare Family The Road to Fyter Fest.
In Being The Elite, è stato dimostrato che Joey Janela aveva affrontato Jon Moxley subito dopo il debutto di quest'ultimo a Double or Nothing 2019. Durante il segmento, Janela rise di Moxley e si accese una sigaretta. Moxley prese la sigaretta, ne fumò un po' e soffiò il fumo in faccia a Janela prima di uscire. Un paio di giorni dopo, era prevista una partita tra i due al Fyter Fest. Appena prima dell'evento, la loro partita è stata un Unsanctioned match.
Al Double or Nothing, la cintura dell'AEW World Championship è stata svelata dalla leggenda del wrestling Bret Hart. Hart ha fatto uscire Adam Page, che ha vinto la Casino Battle Royale del pre-spettacolo per lottare per il titolo (successivamente confermato per All Out). Sono stati interrotti da MJF, che ha provocato sia Hart che Page. Page è andato ad attaccare MJF, che ha fatto marcia indietro. Mentre MJF tentava di uscire dall'arena, fu affrontato da Jungle Boy e Jimmy Havoc. Page, Jungle Boy e Havoc hanno quindi proceduto ad attaccare MJF. Nei segmenti umoristici di Being The Elite, Page voleva un match contro MJF al Fyter Fest, ma fu frainteso e i match rispettivamente contro Jungle Boy e Havoc furono promossi finché non fu finalmente annunciato che Page, Jungle Boy, Havoc e MJF avrebbero affrontato l'un l'altro in una Fatal 4-way match durante l'evento.
Durante il pre-show di CEOxNJPW nel giugno 2018, l'organizzatore del CEO Alex Jebailey ha sconfitto Michael Nakazawa. In Being The Elite un anno dopo, fu programmata una rivincita tra i due per il pre-spettacolo del Fyter Fest e come Hardcore match.
Prima dell'evento, è stato annunciato che Best Friends (Chuck Taylor e Trent Beretta), SoCal Uncensored (rappresentato da Frankie Kazarian e Scorpio Sky) e Private Party (Isiah Kassidy e Marq Quen) si sarebbero affrontati in una Triple threat tag team match nel pre-spettacolo del Fyter Fest con la squadra vincente che avanzerà a All Out il 31 agosto per avere l'opportunità di avere un bye al primo turno del torneo per l'assegnazione dell'AEW World Tag Team Championship.

## Evento
| Ruolo          | Nome                        |
| -------------- | --------------------------- |
| Commentatore   | Jim Ross (PPV)              |
| Commentatore   | Excalibur (Pre show + PPV)  |
| Commentatore   | Goldenboy (Pre show + PPV)  |
| Commentatore   | Logan Sama (Pre show)       |
| Commentatore   | Kip Sabian (Four way match) |
| Ring announcer | Justin Roberts              |
| Arbitro        | Aubrey Edwards              |
| Arbitro        | Bryce Remsburg              |
| Arbitro        | Rick Knox                   |

### Buy In
Durante il Buy In si sono verificate tre partite. Nella prima, Best Friends (Chuck Taylor e Trent Beretta), SoCal Uncensored (Frankie Kazarian e Scorpio Sky) e Private Party (Isiah Kassidy e Marq Quen) hanno gareggiato per avanzare ad All Out per un'opportunità al primo round bye nel Torneo dell'AEW World Tag Team Championship. Taylor e Beretta hanno eseguito Strong Zero su Kassidy per vincere.
Successivamente, Allie ha affrontato Leva Bates. Allie ha eseguito un Superkick su Bates per vincere.
Infine, Michael Nakazawa ha affrontato Alex Jebailey in una partita hardcore. Nakazawa schienò Jebailey con un roll up vincendo.

### Match preliminari
L'evento si è aperto con Christopher Daniels che ha affrontato Cima. Cima ha eseguito una Meteora su Daniels per vincere.
Successivamente, Riho, Yuka Sakazaki e Nyla Rose hanno gareggiato in una partita a tre. Riho schienò Rose con un roll up vincendo.
Successivamente, Adam Page, MJF, Jungle Boy e Jimmy Havoc hanno combattuto in una partita a quattro. Page ha eseguito un Dead Eye su Havoc per vincere.
Più tardi, Cody affrontò Darby Allin. Alla fine, Cody ha eseguito un Cross Rhodes su Allin, ma durante lo schienamento, poiché l'arbitro Aubrey Edwards ne aveva contati due, la campana ha suonato per indicare la fine del tempo limite di 20 minuti. Di conseguenza, la partita è stata dichiarata un pareggio. Dopo la partita, Shawn Spears è apparso e ha colpito Cody con un colpo di sedia non protetto alla testa di Cody, facendolo sanguinare.
Nella penultima partita, The Elite (Kenny Omega, Matt Jackson e Nick Jackson) hanno affrontato i Lucha Brothers (Pentagon Jr e Rey Fenix) e Laredo Kid. Omega ha eseguito un angelo con un'ala su Kid per vincere.

### Evento principale
Nella gara finale dell'evento, Jon Moxley ha affrontato Joey Janela in un unsanctioned match, una partita non ufficialmente riconosciuta dalla AEW. Janela ha eseguito un Russian Legsweep dal ring apron attraverso un tavolo su Moxley. Moxley ha affrontato Janela attraverso un tavolo. Janela ha eseguito un Death Valley Driver attraverso un pannello di filo spinato su Moxley per un quasi lo schienamento finale. Janela ha eseguito un Elbow Drop da una scala attraverso un tavolo sul pavimento su Moxley. Moxley ha eseguito uno Snap Double Underhook DDT e un Death Valley Driver attraverso un pannello di filo spinato su Janela. Moxley ha eseguito un Rolling Release Suplex sulle puntine da disegno su Janela e ha lanciato Janela sulle puntine da disegno. Moxley ha eseguito un cambio di paradigma sulle puntine da disegno di Janela per vincere. Dopo la partita, è apparso Kenny Omega. Omega ha eseguito un V-Trigger e un Piledriver su un tavolo rotto sul pavimento su Moxley. Omega ha eseguito uno Springboard Double Foot Stomp sul tavolo rotto su Moxley. Sul palco, Omega colpì Moxley con una chitarra e un bidone della spazzatura. Omega ha eseguito uno Snap Double Underhook DDT sul bidone della spazzatura su Moxley. I funzionari hanno scortato Moxley fuori al termine dell'evento.

## Ricezione
Per lo spettacolo sono stati venduti circa 4.200 biglietti, con circa 5.000 partecipanti. Secondo Dave Meltzer della Wrestling Observer Newsletter, questo numero era "ottimo per un'azienda senza [show] televisivo, e superiore a quello che house show in mercati di quelle dimensioni stanno facendo anche dalla WWE." Nel BR Live americano, il Fyter Fest ha registrato 350.000 spettatori unici in totale per la visione iniziale, sebbene il numero medio di spettatori di BR Live durante lo spettacolo stesso fosse di 140.000. Meltzer ha scritto che questo è stato "considerato un successo" per BR Live. Nei mercati non americani sono stati effettuati circa 14.000 pay-per-view acquisti tramite FITE TV, "molto buoni" secondo Meltzer.
Meltzer ha anche scritto che il Fyter Fest "ha ottenuto una reazione generalmente favorevole". L'Elite contro Laredo Kid e Lucha Bros è stata la partita con la valutazione migliore con 4,50 stelle. Moxley-Janela, valutato con 4,25 stelle, è stato "fantastico per quello che era": una partita con "punti estremamente scioccanti". Le successive partite con il punteggio più alto sono state la partita di tag team pre-spettacolo e Cody-Darby Allin con 3,75 stelle. Le partite pre-spettacolo di Allie-Leva e Nakazawa-Jebailey hanno ricevuto "la maggior parte della negatività", ma anche la sedia di Shawn Spears sparata a Cody ha ricevuto "l'indignazione" dei fan.
Gran parte della discussione dopo l'evento è stata dovuta al colpo sulla sedia non protetta che Cody Rhodes si è preso alla testa da Shawn Spears dopo il suo incontro con Darby Allin, che ha reso necessario l'inserimento di 12 punti metallici chirurgici, con Jim Ross che ha menzionato in onda preoccupazioni per la salute a lungo termine di Rhodes. Gli Young Bucks hanno affermato in un'intervista dopo l'evento che la sedia è stata "truccata" per far sembrare la sedia colpita non protetta (pur rimanendo al sicuro), ma qualcosa è andato storto, causando la lacerazione della testa. La AEW ha ricevuto critiche da parte degli operatori del settore per aver consentito lo spot a causa di preoccupazioni per trauma cranico e Encefalopatia traumatica cronica; al contrario, la WWE ha legittimamente vietato i colpi alla testa sulla sedia in seguito al Duplice omicidio e suicidio di Chris Benoit.

## Conseguenze
Pochi giorni dopo il Fyter Fest, è stata confermata una rivincita tra The Elite (Kenny Omega, Matt Jackson e Nick Jackson) e i Lucha Brothers (Pentagón Jr. e Rey Fénix) e Laredo Kid per l'evento AAA, Triplemanía XXVII, il 3 agosto 2019.
Shawn Spears ha sfidato Cody a una partita ad All Out 2019 che è stata ufficializzata.
Fyter Fest continuerà come evento estivo annuale per la AEW, ma si terrà come episodi speciali dei programmi televisivi della AEW Dynamite (2020-oggi), Rampage (2022-2024) e Collision (2023-oggi).

## Risultati
| #     | Incontro                                                                                 | Stipulazione         | Durata |
| ----- | ---------------------------------------------------------------------------------------- | -------------------- | ------ |
| BuyIn | Chuck Taylor e Trent hanno sconfitto i SoCal Uncensored (Frankie Kazarian e Scorpio Sky) | Tag team match       | 16:00  |
| BuyIn | Allie ha sconfitto Leva Bates (con Peter Avalon)                                         | Single match         | 8:50   |
| BuyIn | Michael Nakazawa ha sconfitto Alex Jebailey                                              | Hardcore match       | 9:30   |
| 1     | Cima ha sconfitto Christopher Daniels                                                    | Single match         | 9:40   |
| 2     | Riho ha sconfitto Nyla Rose e Yuka Sakazaki                                              | 3-way match          | 12:30  |
| 3     | Adam Page ha sconfitto Jimmy Havoc, Jungle Boy e MJF                                     | Fatal 4-way match    | 10:50  |
| 4     | Cody (con Brandi Rhodes) vs. Darby Allin è terminato in no contest                       | Single match         | 20:00  |
| 5     | Kenny Omega e gli Young Bucks hanno sconfitto Laredo Kid, e i Lucha Brothers             | 6-men tag team match | 20:50  |
| 6     | Jon Moxley ha sconfitto Joey Janela                                                      | Unsanctioned match   | 20:00  |